# Доходный дом Заварзиных
Доходный дом Заварзиных — памятник архитектуры. Расположен в Василеостровском районе Санкт-Петербурга, современный адрес дома — Средний проспект Васильевского острова, 47, 11-я линия Васильевского острова, 34.
В 1810—1830 годах участком владели братья Лисянские, с 1836 года владельцем был купец Орешников, следующим владельцем стал доктор Христоф Бернард фон Ауэ ауф дер Эйнум. На участке стоял деревянный дом, по 11 линии Ауэ построил одноэтажное каменное строение. На 1894 год владельцем участка со стороны Среднего проспекта был инженер Рашевский, соседний участок принадлежал мещанке Коняевой. Супруги Заварзины, Алексей Амплиевич и Анна Савельевна, приобрели участок с трёхэтажным каменным домом, деревянным одноэтажным жилым домом с мезонином и двумя каменными одноэтажными лицевыми строениями в 1909 году.
Шестиэтажное здание построено в 1910—1911 годах А. Ф. Барановским, для которого характерны постройки угловых домов (за карьеру он построил 7 таких зданий) с выделением угла эркером-башней, как правило (и в данном случае) идущем на всю высоту дома начиная со второго этажа. Алексей Амплиевич Заварзин, владелец, был связан со строительной отраслью и принимал участие в создании проекта.
При постройке дома было использовано ранее стоявшее на участке строение (трёхэтажное). Здание согласовано по массе, членениям, ритмике, цвету и фактуре с расположенным на соседнем углу построенным тем же архитектором домом Корнилова. Дом украшен рельефными вставками и зелёными подкарнизными фризами. Нижний ярус обработан рустами серого грубо обработанного гранита, окна верхнего этажа шестиугольные (остальные прямоугольные, на первом этаже — витринные), с третьего этажа стены облицованы белой керамической глазурованной плиткой, на уровне окон второго этажа плитка полихромная.
В 2019 году дом вошел в перечень 255 многоквартирных домов — памятников архитектуры с особо сложными фасадами, которые предполагается отреставрировать по программе КГИОП «Наследие».